# Bagoas (favori d'Alexandre le Grand)
Pour les articles homonymes, voir Bagoas.
Bagoas  (en grec ancien Βαγώας / Bagôas, en vieux persan Bagoi) est un eunuque perse, favori de Darius III puis d'Alexandre le Grand. Bagoas est un nom d'origine perse qui désigne un eunuque. Il ne doit pas être confondu avec Bagoas, le favori d'Artaxerxès III, qui a fait mettre au pouvoir Darius III.

## Biographie
Bagoas est « offert » à Alexandre le Grand par Nabarzanès, un général de Darius III, après la défaite de celui-ci à Gaugamèles en 331 av. J.-C. Quinte-Curce, dans son Histoire d'Alexandre le Grand, présente Bagoas comme un « eunuque d'une rare beauté et encore dans la première fleur de l'adolescence », avec lequel Darius III, puis Alexandre auraient eu des relations intimes. Plutarque le désigne comme son éromène et évoque un baiser entre Alexandre et Bagoas : 

« Lorsque Alexandre parvint au palais royal de Gédrosie, il entreprit de nouveau de réconforter son armée en organisant de grandes fêtes. Lui-même, dit-on, assista étant ivre à un concours de chœurs auquel participait son éromène, Bagoas : celui-ci remporta le prix et, sans quitter son costume, il traversa le théâtre pour venir s'asseoir auprès du roi. À cette vue les Macédoniens applaudirent et crièrent à Alexandre de l'embrasser, ce qu'il finit par faire, en le serrant dans ses bras. »

Il est néanmoins possible que ce baiser soit d'abord un geste politique, Alexandre montrant là son attrait pour les mœurs orientales car, en Perse, les eunuques sont communs à la cour du souverain,.
Selon Quinte-Curce, en 324, Bagoas aurait poussé Alexandre à faire exécuter Orxinès, un noble perse coupable de l'avoir méprisé, en l'accusant d'avoir pillé le tombeau de Cyrus.

## Postérité
L'écrivaine britannique Mary Renault fait de Bagoas le narrateur et le personnage principal de son roman historique The Persian Boy, paru en 1972. Le triangle amoureux entre Bagoas, Alexandre le Grand et Héphaestion occupe une place importante dans le roman. Bagoas apparaît également dans la suite de ce roman, Funeral Games, parue en 1981.
L'anecdote du baiser donné à Bagoas après le concours de danse est mise en scène dans le péplum d'Oliver Stone Alexandre, sorti en 2004. Bagoas est interprété par Francisco Bosch.

## Sources
- Plutarque, Vies parallèles [détail des éditions] [lire en ligne], Vie d'Alexandre.
- Quinte-Curce, L'Histoire d'Alexandre le Grand [lire en ligne].